# ジョン・ジェイコブ・ボシュ
ジョン・ジェイコブ・ボシュ（John Jacob Bausch、1830年7月25日 - 1926年2月14日）は、ドイツ系アメリカ人の光学機器職人、実業家である。ヘンリー・ロムと共同でボシュロム社を設立した。小さな眼鏡店を60年間で大規模な国際企業に育て上げ、アメリカの眼鏡産業の先駆者となった。

## 若年期
ドイツ連邦・ヴュルテンベルク王国のグロース・ズッセン（現在のドイツ・バーデン＝ヴュルテンベルク州ズッセンの一部）で、パン屋のゲオルク・バウシュとその妻アンナ・シュミットの間に生まれた。出生時の名前はヨハン・ヤーコプ・バウシュ(Johan Jacob Bausch)だった。
18歳でスイス・ベルンに移り、写真レンズの研磨工として働いた。1850年にアメリカに移住した。当初はニューヨーク州バッファローのドイツ人コミュニティに身を寄せたが、コレラが流行したためロチェスターに移住し、英語風にジョン・ジェイコブ・ボシュに改名した。

## キャリア
1853年、ボシュはロチェスターで眼鏡店を開き、眼鏡、温度計、野眼鏡、拡大鏡、オペラグラスなどを販売した。1849年に同じくドイツから移住してきた友人のヘンリー・ロムは、貯金していた60ドルをボシュの店に投資し、1855年にはビジネスパートナーとなった。1856年、会社名を"Optical Institute of Rochester"に改称した。
1861年の春、ロムは陸軍に入隊し、南北戦争に2年間従軍した。ロムの留守中、ボシュはニューヨークの街角で硬質ゴム（バルカナイト）の欠片を拾った。これは、その後の会社の発展に繋がる偶然の発見だった。ボシュはそれを家に持ち帰り、その材料で眼鏡フレームを作る実験をした。当時、眼鏡のフレームには金やヨーロッパから輸入した鹿の角や亀の甲羅が使われており、眼鏡は高価な贅沢品とされていた。ボシュは、硬質ゴムで眼鏡フレームを作れば、これらの材料よりも安価に丈夫な眼鏡が作れると考えた。また、南北戦争では、北軍による海上封鎖により金やヨーロッパから輸入する材料が高騰した。その結果、硬質ゴムを使ったボシュロムの眼鏡の需要が高まった。
1864年には社名を"Bausch and Lomb, Opticians,"に改称し、1866年には"Vulcanite Optical Instrument Company"（バルカナイト光学機器会社）に改組した。1870年代初頭に、アメリカで初めて眼鏡を製造する機械を作った。販売と財務はロムが担当し、ボシュは製造に専念した。
1876年には"Bausch and Lomb Optical Company"に社名を変え、顕微鏡の製造を開始した。同年のフィラデルフィア万国博覧会に顕微鏡を出展し、優秀賞を獲得した。また、写真レンズ（1883年）、眼鏡レンズ（1889年）、ミクロトーム（1890年）、双眼鏡、望遠鏡（1893年）なども製造していた。1908年、"Bausch and Lomb Optical Company, Inc"として法人化されたが、同年、長年のパートナーだったロムが亡くなった。
第一次世界大戦では、双眼望遠鏡、測距儀、ガンサイト、サーチライトミラー、潜望鏡、魚雷管照準器などを主に製造していたドイツが敵国となった。ボシュロム社はこれらの軍用の関連光学機器を製造し、アメリカ政府がボシュロム社の主要顧客となった。
ボシュは60年以上にわたって会社を率いた。1926年にボシュが亡くなった後は、息子のエドワード・ボシュが社長を引き継ぎ、その指導の下で繁栄を続けた。1975年には「フォーチュン500」に選ばれた。